# Filistatoides
Filistatoides es un género de arañas araneomorfas de la familia Filistatidae. Se encuentra en Cuba, Guatemala y Cuba.

## Lista de especies
Según The World Spider Catalog 11.5:
- Filistatoides insignis (O. Pickard-Cambridge, 1896)
- Filistatoides milloti (Zapfe, 1961)